# Milica Deura
Milica Deura (Tenin, 22 luglio 1990) è una cestista bosniaca.

## Carriera
Con la Bosnia ed Erzegovina ha disputato i Campionati europei del 2021.